# Hieracium czeremoszense
Hieracium czeremoszense es una especie de planta con flor del género Hieracium, de la familia Asteraceae, orden Asterales.

## Distribución
Hieracium czeremoszense se distribuye por Rumania y Ucrania.

## Taxonomía
Fue descrita científicamente por Woloszczak & Zahn. Fue publicada en Magyar Bot. Lapok.